# Moomin (serial din 1990)
Moomin (japoneză: 楽しいムーミン一家, Hepburn: Tanoshii Mūmin Ikka, finlandeză: Muumilaakso, suedeză: Mumindalen) este un serial japonez-finlandez de televiziune anime produs de Telecable Benelux B.V. Este bazat pe romanele Moomin și benzile desenate scrise de către ilustratoarea finlandeză Tove Jansson și fratele ei, Lars Jansson. A fost a treia adaptare Moomins, dar prima care a fost distribuită în țări din întreaga lume. Primul serial Moomin a fost difuzat pe TV Tokyo, din 12 aprilie 1990 panǎ în 3 octombrie 1991. Seria a fost, de asemenea, dublată în engleză și difuzată pe CBBC în Marea Britanie, în cursul aceluiași an.
Protagonistul seriei este Moomintroll, care este curios, amabil, sensibil și idealist. El este un erou tipic într-o poveste de maturizare: încearcă să rezolve enigma creșterii și să devină sinele său adevărat, individualist, fără să-și piardă locul iubit în familie. Locuiește împreună cu grijulia Moominmamma și nostalgicii Moominpappa. Moomintroll este însoțit de cel mai bun prieten al său, Snufkin, un călător liber și nonconformist, de haotica Little My, de visătoarea Snorkmaiden, de fricosul Sniff și de mulți alți prieteni.